# Christophers diskografi
 For alternative betydninger, se Christopher. (Se også artikler, som begynder med Christopher)
Den danske sanger og sangskriver Christophers diskografi består af fem studiealbum og 26 singler.

## Album
| Titel                                          | Albumdetaljer                                                                          | Højeste placering | Certificering |
| Titel                                          | Albumdetaljer                                                                          | Danmark           | Certificering |
| ---------------------------------------------- | -------------------------------------------------------------------------------------- | ----------------- | ------------- |
| Colours                                        | - Udgivet: 19. marts 2012 - Selskab: EMI - Format: CD, download                        | 4                 | - Platin      |
| Told You So                                    | - Udgivet: 24. marts 2014 - Selskab: Parlophone Music Denmark - Format: CD, download   | 2                 | - 2× Platin   |
| Closer                                         | - Udgivet: 15. april 2016 - Selskab: Parlophone Music Denmark - Format: CD, download   | 1                 | - Guld        |
| Under the Surface                              | - Udgivet: 22. februar 2019 - Selskab: Parlophone Music Denmark - Format: CD, download | 5                 | - Platin      |
| My Blood                                       | - Udgivet: 26. marts 2021 - Selskab: Parlophone Music Denmark - Format: CD, download   | 20                | - Guld        |
| A Beautiful Life (Music from the Netflix Film) | - Udgivet: 1. juni 2023 - Selskab: Parlophone Music Denmark                            | 1                 | - Platin      |
| Fools Gold                                     | - Udgivet: 2. maj 2025                                                                 |                   |               |

## Singler
| År                                                       | Titel                                                     | Højeste placering | Højeste placering | Højeste placering | Certificering                             | Album                                          |
| År                                                       | Titel                                                     | Download          | Streaming         | Airplay           | Certificering                             | Album                                          |
| -------------------------------------------------------- | --------------------------------------------------------- | ----------------- | ----------------- | ----------------- | ----------------------------------------- | ---------------------------------------------- |
| 2011                                                     | "Against the Odds"                                        | 23                | —                 | —                 | Guld (streaming)                          | Colours                                        |
| 2012                                                     | "Nothing in Common"                                       | 5                 | 11                | —                 | Platin (streaming)                        | Colours                                        |
| 2012                                                     | "Mine, Mine, Mine"                                        | 9                 | 23                | —                 | Platin (streaming)                        | Colours                                        |
| 2012                                                     | "Colours" (Christopher feat. Frida Amundsen)              | 19                | —                 | —                 | Guld (streaming)                          | Colours                                        |
| 2013                                                     | "Told You So"                                             | 4                 | 12                | 2                 | - Guld (download) - 2× Platin (streaming) | Told You So                                    |
| 2014                                                     | "Crazy"                                                   | 2                 | 11                | 4                 | Platin (streaming)                        | Told You So                                    |
| 2014                                                     | "Mama"                                                    | 9                 | —                 | 10                | Guld (streaming)                          | Told You So                                    |
| 2014                                                     | "CPH Girls" (Christopher featuring Brandon Beal)          | 1                 | 1                 | —                 | 2× Platin                                 | Told You So                                    |
| 2015                                                     | "Tulips"                                                  | 4                 | 4                 | 2                 | Platin                                    | Closer                                         |
| 2016                                                     | "Limousine" (Christopher featuring Madcon)                | 6                 | 6                 | —                 | Guld                                      | Closer                                         |
| 2016                                                     | "I Won't Let You Down" (Christopher featuring Bekuh Boom) | 1                 | 1                 | 1                 | Platin                                    | Closer                                         |
| 2016                                                     | "Take Me Back" (Christopher x Matoma)                     | 16                | 16                | 20                | Guld                                      | Closer                                         |
| 2016                                                     | "Heartbeat"                                               | 26                | 26                | —                 | Platin                                    | Closer                                         |
| 2016                                                     | "Free Fall"                                               | 13                | 13                | —                 | Guld                                      | Closer                                         |
| 2017                                                     | "Naked"                                                   | 35                | 35                | —                 | Guld                                      | Closer                                         |
| 2018                                                     | "Bad"                                                     | 10                | 10                | 14                | Platin                                    | Under the Surface                              |
| 2018                                                     | "Monogamy"                                                | 33                | 33                | —                 | Guld                                      | Under the Surface                              |
| 2018                                                     | "Irony"                                                   | 7                 | 7                 | 14                | Platin                                    | Under the Surface                              |
| 2019                                                     | "My Heart"                                                | 18                | 18                | 8                 | Platin                                    | Under the Surface                              |
| 2019                                                     | "Real Life"                                               | 30                | 30                | 3                 | Guld                                      | Under the Surface                              |
| 2019                                                     | "Let Us Love" (Topic x Vigiland x Christopher)            | —                 | —                 | —                 |                                           |                                                |
| 2020                                                     | "Ghost"                                                   | 17                | 17                | 1                 | Platin                                    | My Blood                                       |
| 2020                                                     | "Leap of Faith"                                           | 15                | 15                | 9                 | Platin                                    | My Blood                                       |
| 2020                                                     | "Bad Boy" (Christopher & CHUNG HA)                        |                   |                   |                   |                                           | My Blood                                       |
| 2021                                                     | "Good to Goodbye" (Christopher feat.Clara Ma)             | 39                | 39                | 1                 |                                           | My Blood                                       |
| 2021                                                     | "Fall So Hard"                                            | 31                | 31                | 6                 | Guld                                      | My Blood                                       |
| 2021                                                     | "If It Weren't for You"                                   | 30                | 30                | —                 |                                           |                                                |
| 2022                                                     | "When I Get Old" (Christopher & CHUNG HA)                 |                   |                   |                   | Guld                                      |                                                |
| 2023                                                     | "Hope This Song Is For You"                               |                   |                   |                   | Platin                                    | A Beautiful Life (Music from the Netflix Film) |
| 2023                                                     | "Valdes Jul"                                              | 6                 | 6                 |                   | Guld                                      |                                                |
| 2024                                                     | "Trouble" (Christopher & Lee Young Ji)                    |                   |                   |                   |                                           | Fools Gold                                     |
| 2024                                                     | "It Could Have Been Us" (feat.Griff)                      |                   |                   |                   |                                           | Fools Gold                                     |
| 2024                                                     | "ONE"                                                     |                   |                   |                   |                                           | Fools Gold                                     |
| 2025                                                     | "Lose A You"                                              |                   |                   |                   |                                           | Fools Gold                                     |
| 2025                                                     | "Hvor var jeg endt" (feat. Thor Farlov)                   |                   |                   |                   |                                           |                                                |
| "—" markerer en udgivelse der ikke opnåede en placering. |                                                           |                   |                   |                   |                                           |                                                |

### Som featuring
| År                                                       | Titel | Højeste placering | Højeste placering | Certificering                             | Album                 |
| År                                                       | Titel | Download          | Streaming         | Certificering                             | Album                 |
| -------------------------------------------------------- | --- | ----------------- | ----------------- | ----------------------------------------- | --------------------- |
| 2012                                                     | "A Little Forgiveness" (Molly Sandén feat. Christopher)                                                     | —                 | —                 |                                           | Unchained             |
| 2012                                                     | "Where Do We Go from Here" (Svenstrup & Vendelboe feat. Christopher)                                        | 2                 | 5                 | - Guld (download) - 2× Platin (streaming) | Svenstrup & Vendelboe |
| 2014                                                     | "Twerk It Like Miley" (Brandon Beal feat.Christopher)                                                       | 1                 | 1                 | - 3× Platin (streaming)                   | ikke-album single     |
| 2014                                                     | "Horizon" (Anna Abreu feat. Christopher)                                                                    | —                 | —                 |                                           | V                     |
| 2021                                                     | "Tættere end vi tror" (P3 feat. Tessa, Lukas Graham, Mads Langer, Jada, Benjamin Hav, Clara og Don Stefano) | 1                 | 1                 | - Guld                                    |                       |
| 2022                                                     | "My Only Wish" (Jübel feat. Christopher)                                                                    |                   |                   |                                           |                       |
| "—" markerer en udgivelse der ikke opnåede en placering. | |                   |                   |                                           |                       |

### Øvrige
| År                                                       | Titel                 | Højeste placering | Certificering         | Album       |
| År                                                       | Titel                 | Download          | Certificering         | Album       |
| -------------------------------------------------------- | --------------------- | ----------------- | --------------------- | ----------- |
| 2013                                                     | "We Should Be (Demo)" | —                 |                       |             |
| 2014                                                     | "Nympho"              | —                 | - Guld (streaming)    | Told You So |
| 2014                                                     | "First Like"          | 34                | - Platin (streaming)' |             |
| 2015                                                     | "Christopher"         | 39                |                       |             |
| "—" markerer en udgivelse der ikke opnåede en placering. |                       |                   |                       |             |